# Jan Dembowski (biskup kamieniecki)
Jan Józef Dembowski herbu Jelita(ur. 14 grudnia 1729 w Warszawie, zm. 13 września 1809) – polski duchowny katolicki, biskup kamieniecki.

## Życiorys
Syn Antoniego Sebastiana Dembowskiego, starosty tymbarskiego, płockiego i będzińskiego (1724-1735), regenta kancelarii koronnej, referendarza świeckiego koronnego, a w końcu biskupa płockiego i kujawskiego. Był człowiekiem świeckim, starostą będzińskim przez 40 lat (1735-1775) i szambelanem króla Stanisława Augusta w 1765 roku. Przyjął święcenia kapłańskie po śmierci żony Józefy z Potulickich. We wrześniu 1775 został mianowany biskupem koadiutorem Adam Stanisława Krasińskiego w Kamieńcu Podolskim, ze stolicą tytularną Drasus. Był członkiem konfederacji Sejmu Czteroletniego.  Krasiński, będący już w podeszłym wieku (ponad 80 lat) zrezygnował z urzędu biskupa w 1795, ale władze rosyjskie blokowały objęcie diecezji przez Dembowskiego; nastąpiło to dopiero w 1798. Wkrótce Dembowski został usunięty z terenu diecezji. Tytuł biskupi nosił do końca życia; po jego śmierci przez kilka lat biskupstwo pozostawało nieobsadzone. Pochowany w katedrze w Kamieńcu Podolskim.
W 1779 został kawalerem Orderu Świętego Stanisława.